# سلم (أرحب)

تعديل مصدري - تعديل

سلم هي إحدى قرى عزلة الثلث بمديرية أرحب التابعة لمحافظة صنعاء، بلغ تعداد سكانها 600 نسمة حسب تعداد اليمن لعام 2004.